# Filipa Leal

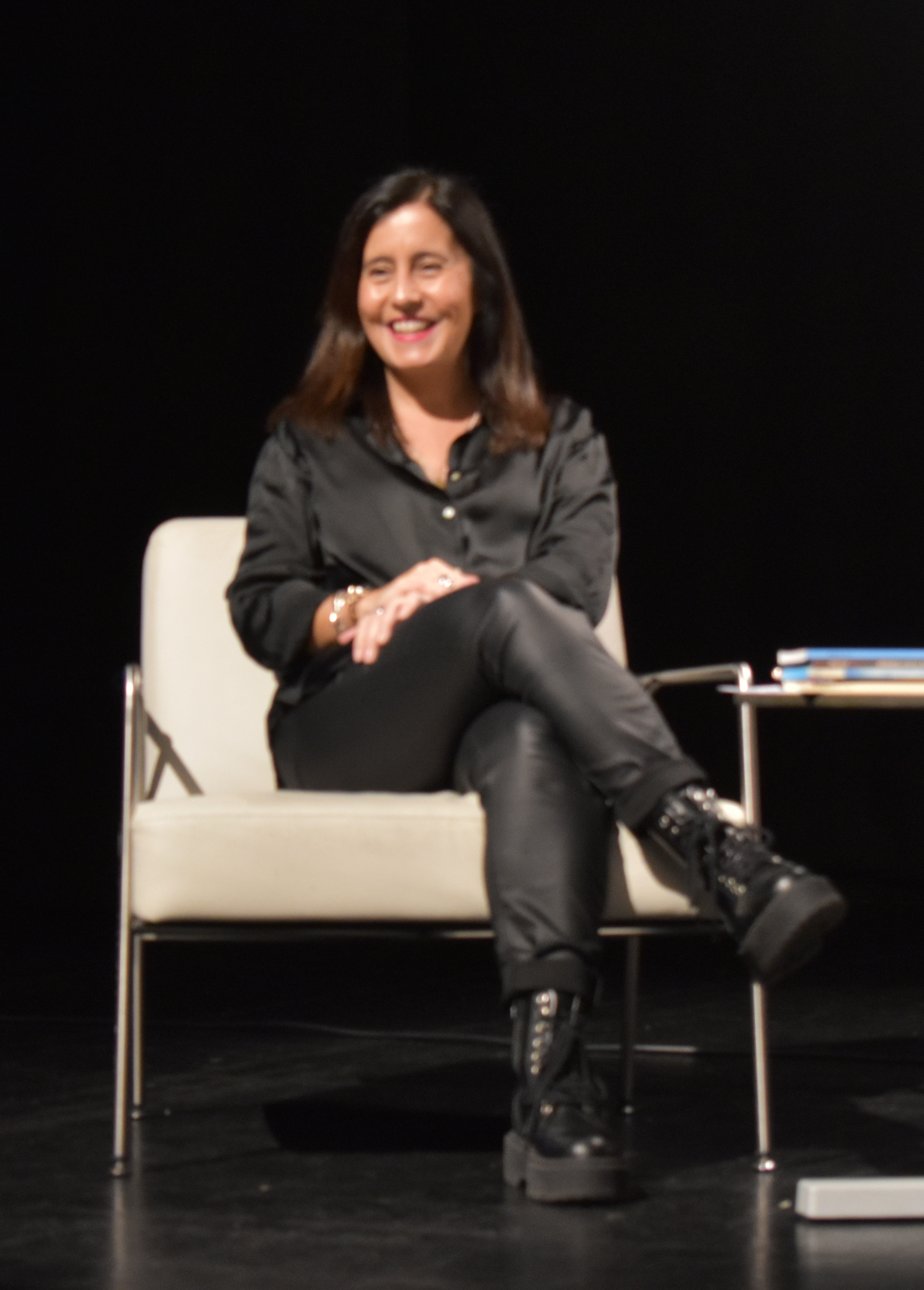
Filipa Leal, 2022

Filipa de Mira Godinho Grego Leal (* 14. März 1979 in Porto, Portugal) ist eine portugiesische Journalistin, Lyrikerin, Drehbuchautorin und Fernsehmoderatorin.

## Leben
Filipa Leal wurde in Porto geboren, studierte in London Journalismus und nach ihrer Rückkehr nach Porto Master für brasilianische und portugiesische Literatur an der dortigen Universität Porto.
2003 hatte sie ihr Debüt als Autorin. Es folgten Tätigkeiten als Journalistin für das Fernsehen, Radio und diverse Zeitungen. Seit 2017 moderiert sie eine Literatursendung bei RTP2, dem Kultursender des öffentlich-rechtlichen Senders RTP. Teile ihres Werkes wurden auch ins Spanische übertragen.
Ausgezeichnet wurde sie für ihr Drehbuch für den Film Jogo de Damas (Damenspiel) u. a. bei Filmfestivals in Zypern und in Kopenhagen.
Sie lebt in Lissabon.

## Werke (Auswahl)
- Lua-Polaroid, Lyrik, 2003
- Talvez os lirios compreendam, Lyrik, 2004.
- A cidade liquita e outro textos,  Lyrik, 2006
- O problema de ser norte, Lyrik, 2008.
- A inexistencia de Eva, Lyrik, 2009
- Fósforos e Metal sobre imitação de ser humano, Lyrik, 2019.